# Гарсия Гранадос, Хорхе
Хо́рхе Гарси́я Грана́дос (исп. Jorge García-Granados; род. 21 апреля 1990 — ум. 3 мая 1961) — политик и дипломат из Гватемалы, внук Мигеля Гарсиа Гранадоса, лидера и философа либеральной революции XIX века.

## Биография
Гранадос получил образование в университете Сорбонна, в Париже. С 5 по 15 марта 1945 года был первым президентом революционной Ассамблеи Гватемалы.
Гранадос был послом Гватемалы в ООН и членом комитета UNSCOP. Он был первым, кто проголосовал за создание Государства Израиль, а Гватемала стала первой латиноамериканской страной, признавшей Израиль после провозглашения его независимости.
Во время голосования по Плану ООН по разделу Палестины Гранадос организовал лобби южноамериканских стран для поддержки этого плана (совместно с послом Уругвая в ООН Энрике Родригесом Фабрегатом (Enrique Rodríguez Fabregat) и представителем Израиля в ООН Аббой Эвеном). В 1956 году Гватемала стала первой страной, открывшей посольство в Иерусалиме, а Гранадос был назначен первым послом Гватемалы в Израиле.
О своём опыте работы в комитете UNSCOP политик написал книгу «Рождение Израиля: Драма моими глазами» (англ. The Birth of Israel: The Drama as I Saw It). В ней Гранадос описывает своё детство, время в политической ссылке из Гватемалы во время правления военных диктаторов, достижения сионистского движения во время британского мандата в Палестине, а также события, сопутствовавшие созданию Израиля.

## Семья
- дед — Мигель Гарсиа Гранадос — президент Гватемалы в 1871-73 гг.
- внучка — Карла Гарсия-Гранадос, в настоящее время является главой компаний «AHMSA Steel Israel Ltd» и «ARAVA Mines Ltd», которые управляют медными копями в долине Тимна на юге Израиля.[6]

## Память
В израильских городах Иерусалим и Рамат-Ган есть улицы, названные в честь дипломата. В знак признания его заслуг, семья Гранадоса была приглашена в 2007 году в Израиль на специальную сессию Кнессета, посвящённую 60-летию плана ООН по разделу Палестины.